# Ignasi Cambra
Ignasi Cambra (Barcelona, 1989) és un pianista català.
Amb una destacada trajectòria tot i la seva joventut, tal com ha considerat el director d'orquestra rus Valeri Guérguiev, la musicalitat i tècnica de Cambra resulten admirables tot i la dificultat d'haver d'estudiar les partitures en braille i aprendre d'oïda, degut a la seva ceguesa. Un fet que no li impedeix interpretar obres d'una tremenda complexitat.

## Biografia
Nascut a Barcelona, va iniciar els seus estudis de piano als 6 anys a l'Escola de Música de Barcelona, de la mà de Maria Lluïsa Alegre i Albert Attenelle. Va continuar els estudis als Estats Units d'Amèrica als disset anys. A Indiana va fer cursos d'estiu i va ser acceptat a la Jacobs School of Music de la Universitat Bloomington, on va cursar el grau de piano i, alhora, estudiava administració d'empreses a la Kelly School. Posteriorment, va estar becat per les Joventuts Musicals de Madrid l'any 2010 i l'Obra Social de la Caixa.
Guanyador de diverses competicions com a solista i músic de cambra. Des de l'any 2011 forma part del Toradze Piano Studio, continuant els seus estudis amb Alexander Toradze durant dos anys. L'any 2014 va realitzar un màster a l'Escola Juilliard d'Arts Escèniques de Nova York. Aquell mateix any va estar com a resident a La Pedrera i va actuar a L'Auditori de Barcelona dins la temporada Ibercamera amb Valeri Guérguiev, qui l'havia seleccionat per les seves qualitats interpretatives.
Des del 2015 participa amb la pianista Maria João Pires, a qui havia conegut quan tenia 10 anys, dins del seu projecte Partitura de promoció de joves talents musicals. El projecte inclou la implicació dels participants en tirar endavant un projecte social. Cambra va optar per millorar la formació musical per a nens cecs a les escoles, un tema que coneix per pròpia experiència degut a la seva ceguesa.
El març de 2016 va fer un recital al Palau de la Música Catalana, i al novembre va fer recitals a Sant Petersburg, convidat per Valeri Guérguiev, i al Liceu de Barcelona.
Recentment ha estat nomenat Bösendorfer Artist juntament amb el pianista Ambrosio Valero.